# Desa Karangreja (administrativ by i Indonesien, Jawa Tengah, lat -7,22, long 109,34)
Desa Karangreja är en administrativ by i Indonesien.   Den ligger i provinsen Jawa Tengah, i den västra delen av landet, 300 km öster om huvudstaden Jakarta.